# Phare d'Ogden Point
Le phare d'Ogden Point est un phare situé  en bout du brise-lames du port de 
Victoria dans  District régional de la Capitale (Province de la Colombie-Britannique), au Canada.
Ce phare est géré par la Garde côtière canadienne .

## Histoire
Le phare a été construit en même temps que le brise-lames de 150 m dans le port de Victoria (en) entre 1914-1915. Le phare a été mis en service en 1917.

## Description
Le phare actuel est une tourelle pyramidale blanche en béton, avec une galerie et une petite lanterne rouge, de 7 m de haut. Il émet, à une hauteur focale de 12 m, un éclat rouge toutes chaque seconde. Sa portée nominale n'est pas connue.
Identifiant : ARLHS : CAN-... - Amirauté : G-5312 - NGA : 13708 - CCG : 0204 .

### Lien connexe
- Liste des phares de la Colombie-Britannique